# Самково (Московская область)
Самково — деревня в Талдомском районе Московской области России, входит в состав сельского поселения Ермолинское. Население — 2 чел. (2010).

## География
Расположена на севере Московской области, в восточной части Талдомского района, у границы с Сергиево-Посадским районом и Калязинским районом Тверской области, примерно в 31 км к востоку от центра города Талдома. Ближайшие населённые пункты — деревни Большое Семёновское, Измайлово и Чемодановка.

## Население
| 1926 | 2002 | 2006 | 2010 |
| ---- | ---- | ---- | ---- |
| 39   | ↘0   | ↗3   | ↘2   |

## История
По материалам Всесоюзной переписи населения 1926 года — деревня Измайловского сельского совета Семёновской волости Ленинского уезда Московской губернии, проживало 39 жителей (20 мужчин, 19 женщин), насчитывалось 7 крестьянских хозяйств.
С 1929 года — населённый пункт в составе Ленинского района Кимрского округа Московской области.
Постановлением ЦИК и СНК от 23 июля 1930 года округа как административно-территориальные единицы были ликвидированы. Постановлением Президиума ВЦИК от 27 декабря 1930 года городу Ленинску было возвращено историческое наименование Талдом, а район был переименован в Талдомский.
1930—1936 гг. — деревня Измайловского сельсовета Талдомского района.
1936—1954 гг. — деревня Больше-Семёновского сельсовета Талдомского района.
1954—1963, 1965—1994 гг. — деревня Николо-Кропоткинского сельсовета Талдомского района.
1963—1965 гг. — деревня Николо-Кропоткинского сельсовета Дмитровского укрупнённого сельского района.
1994—2004 гг. — деревня Николо-Кропоткинского сельского округа Талдомского района.
2004—2006 гг. — деревня Ермолинского сельского округа Талдомского района.
С 2006 г. — деревня сельского поселения Ермолинское Талдомского муниципального района Московской области.